# マンガブサール駅
マンガブサール駅（マンガブサールえき、インドネシア語：Stasiun Mangga Besar）はインドネシアのジャカルタ首都特別州中央ジャカルタ市サワブサール区にある、KRLコミューターラインの駅。線路としてはインドネシア鉄道会社のジャカルタ線上の駅であるが、路線系統として通勤列車であるKRLコミューターラインのボゴール線が乗り入れる。

## 歴史
駅自体の開業年月日は不明。日本の円借款により1993年に駅は高架化、エスカレーターも設置されたが、のちに故障して使用停止されていた時期もあった。

## 駅構造
相対式ホーム2面2線を有する、3階建ての高架駅。

### のりば
| 番線 | 路線       | 行先         |
| ---- | ---------- | ------------ |
| 1    | ボゴール線 | コタ方面     |
| 2    | ボゴール線 | ボゴール方面 |

## 駅周辺
ジャカルタの旧市街地で、近代化されていない昔ながらの町並みを眺められる。かつては華人（中国系住民）の多く住む地区だったが、1998年5月の『反華人暴動』後に地域の華人がジャカルタ郊外へ転出し、暴動で荒れ果てた姿を晒す建物も多く残る。
- 吉野家
- フサダ病院（インドネシア語版）
- 10ジャカルタ州立高校（Sekolah Menengah Atas Negeri 10 Jakarta）
- サワブサール地域総合病院（Rumah Sakit Umum Daerah Sawah Besar）

## 隣の駅
KRLコミューターライン
 ボゴール線
　ジャヤカルタ駅 - マンガブサール駅 - サワブサール駅